# 111 (Fenur)
El servicio 111 es un recorrido de buses urbanos de la ciudad de Gran Valparaíso, operada por la empresa Fenur S.A. Opera entre el sector de Belloto Sur y Los Pinos en la comuna de Quilpué y el sector de Playa Ancha en la comuna de Valparaíso.
Forma parte de la Unidad 1 del sistema de buses urbanos de la ciudad de Gran Valparaíso, siendo operada por la empresa Fenur S.A.

## Zonas que sirve
|  | Quilpué      |
|  | Viña Del Mar |
|  | Valparaíso   |

## Recorrido[1]
| - Quilpué - Fuente Clara Poniente - La Aguada - Tierras Rojas - Lago Lanalhue - Marga Marga - Almirante Grau - Valle Del Paraíso - Las Barrancas - Los Corchos - Volcán Villarrica - Las Palmas - Manquehue - Piedra Lanceta - Marga Marga - Las Pléyades - Nereidas - Plutón - Elena - Los Eucaliptus - Los Tilos - Presidente Gabriel González Videla - Peyronet - Doctor Salas - San Martín - Freire - Blanco Encalda - Av. Diego Portales - Av. Los Carrera - Viña Del Mar - Camino Troncal - 1 Norte - Puente Casino - Av. La Marina - Av. España - Valparaíso - Av. España - Av. Errázuriz - Plaza Aduana - Antonio Varas - Av. Altamirano - Caleta Membrillo - Av. El Parque - Av. Playa Ancha - Galvarino - Alcalde Barrios | - Valparaíso - Alcalde Barrios - Galvarino - Av. Playa Ancha - Av. El Parque - Caleta Membrillo - Av. Altamirano - Av. Antonio Varas - Plaza Aduana - Av. Errázuriz - Av. Brasil - Av. Argentina - Av. España - Viña Del Mar - Av. España - Av. La Marina - Puente Ecuador - 1 Norte - Camino Troncal - Quilpué - Av. Los Carrera - San Martín - Doctor Salas - Peyronet - Presidente Gabriel González Videla - Los Tilos - Los Eucaliptus - Elena - Plutón - Las Pléyades - Marga Marga - Piedra Lanceta - Manquehue - Las Palmas - Volcán Villarrica - Los Corchos - Las Barrancas - Valle Del Paraíso - Almirante Grau - Marga Marga - Lago Lanalhue - Tierras Rojas - La Aguada - Fuente Clara Poniente |